# Zaeeroides
Zaeeroides – rodzaj chrząszczy z rodziny kózkowatych i podrodziny zgrzypikowych. 

## Zasięg występowania
Przedstawiciele tego rodzaju występują na Małych Wyspach Sundajskich oraz na Filipinach.

## Systematyka
Do Zaeeroides należą 2 gatunki:
- Zaeeroides florensis
- Zaeeroides luzonica